# Turó de Can Tiril
El Turó de Can Tiril és una muntanya de 196 metres que es troba al municipi de Sant Pol de Mar, a la comarca del Maresme.